# Carex fimbriata
Carex fimbriata är en halvgräsart som beskrevs av Christian Schkuhr. Carex fimbriata ingår i släktet starrar, och familjen halvgräs. Inga underarter finns listade i Catalogue of Life.